# Francia (revue)
Pour les articles homonymes, voir Francia.
Francia est une revue historique publiée depuis 1973 par l'Institut historique allemand de Paris.

## Présentation
La revue a été fondée par Karl Ferdinand Werner, alors directeur de l'Institut.
Elle recueille des articles de chercheurs, essentiellement en français ou en allemand, traitant de tous sujets liés à l'histoire de la France et de l'Allemagne, de leur histoire commune et de leurs relations, et au-delà de l'histoire de l'Europe occidentale.
Son champ d'études s'étend de la fin de l'Antiquité à la fin du XXe siècle, avec un découpage usuel (Moyen Âge, Temps modernes, époque contemporaine).
Elle est désormais numérisée et ses anciens numéros sont disponibles en ligne.